# Trường kinh doanh
Trường kinh doanh là một tổ chức giáo dục đại học cấp các văn bằng về quản trị kinh doanh hoặc quản lý. Theo Kaplan, các Trường kinh doanh là "các tổ chức giáo dục chuyên giảng dạy các khóa học và chương trình liên quan đến kinh doanh và quản lý". Một ngôi trường như vậy cũng có thể được gọi là Trường quản lý, Trường quản trị kinh doanh, hoặc B-school. Trường kinh doanh dạy các chủ đề như kế toán, quản trị, chiến lược, kinh tế, kinh doanh, tài chính, quản lý nhân sự, khoa học quản lý, hệ thống thông tin quản lý, kinh doanh quốc tế, hậu cần, tiếp thị, tâm lý tổ chức, quan hệ công chúng, phương pháp nghiên cứu và thực tế bất động sản cùng nhiều chủ đề khác.

## Các loại hình
Có nhiều hình thức của trường kinh doanh, bao gồm trường về kinh doanh, quản trị kinh doanh hoặc quản lý.
1. Hầu hết các trường kinh doanh bậc đại học bao gồm các khoa, trường hoặc các khoa trong trường đại học, và chủ yếu giảng dạy các khóa học kinh doanh (ví dụ Trường kinh doanh Mannheim).
2. Ở Bắc Mỹ, một trường kinh doanh thường được hiểu là một chương trình đại học cung cấp bằng Thạc sĩ Quản trị Kinh doanh hoặc bằng cử nhân đại học (ví dụ: Trường kinh doanh Harvard).
3. Ở châu Âu và châu Á, một số trường đại học giảng dạy các khóa học kinh doanh chủ yếu (ví dụ Trường kinh doanh Copenhagen).
4. Trường kinh doanh thuộc sở hữu tư nhân không liên kết với bất kỳ trường đại học nào (ví dụ: Trường Quản lý WHU-Otto Beisheim).

## Các trường kinh doanh đầu tiên

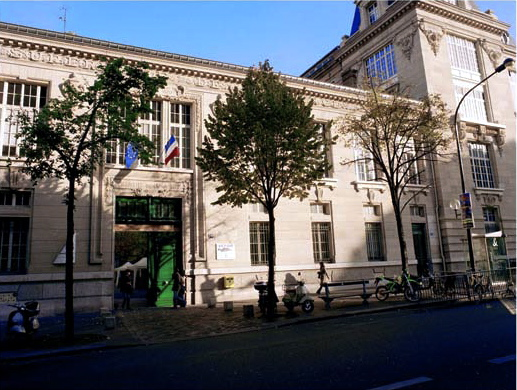
ESCP Châu Âu, Pháp, thành lập năm 1819

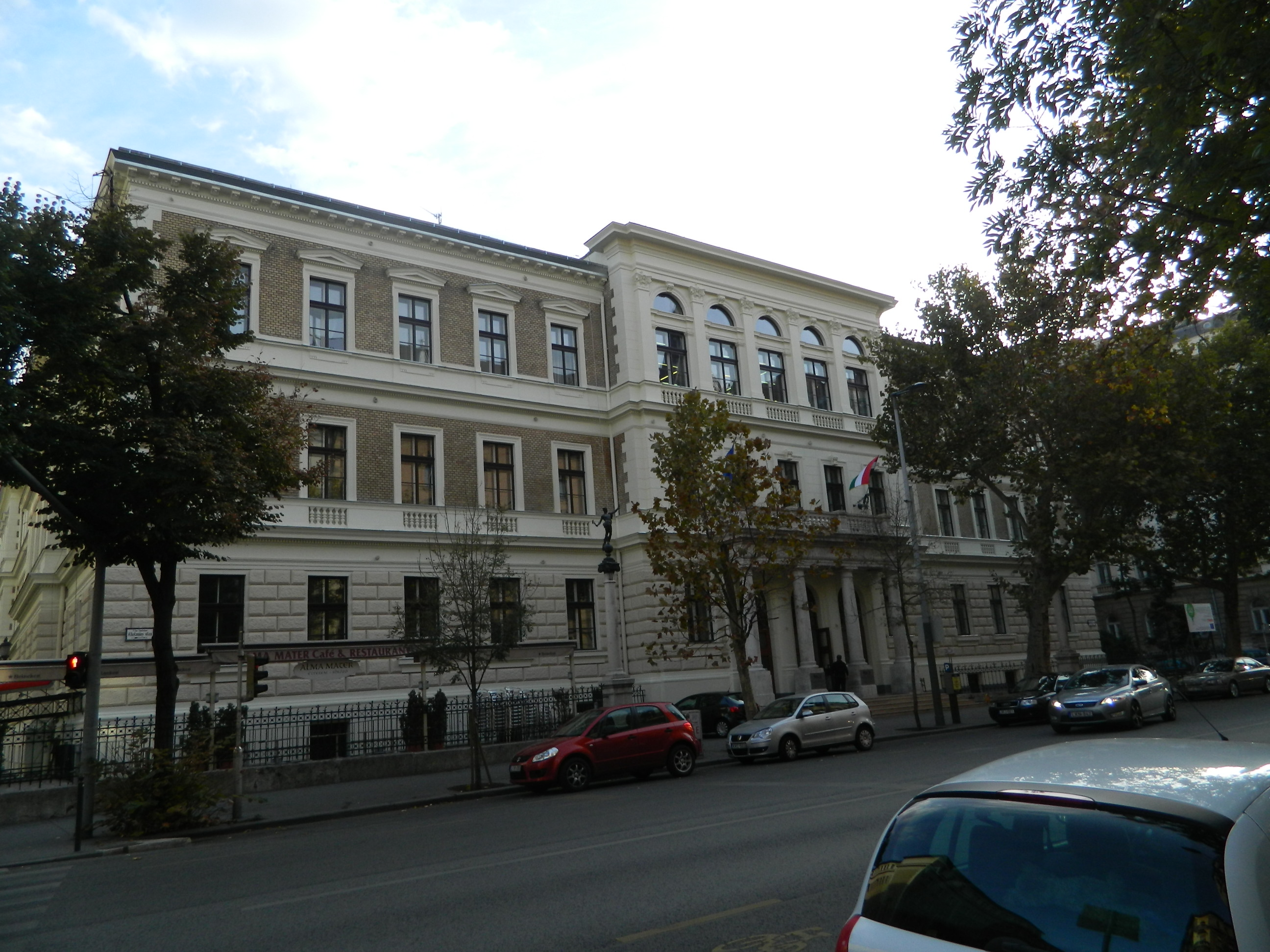
Trường kinh doanh Budapest, Hungary, trường kinh doanh công lập đầu tiên được thành lập vào năm 1857

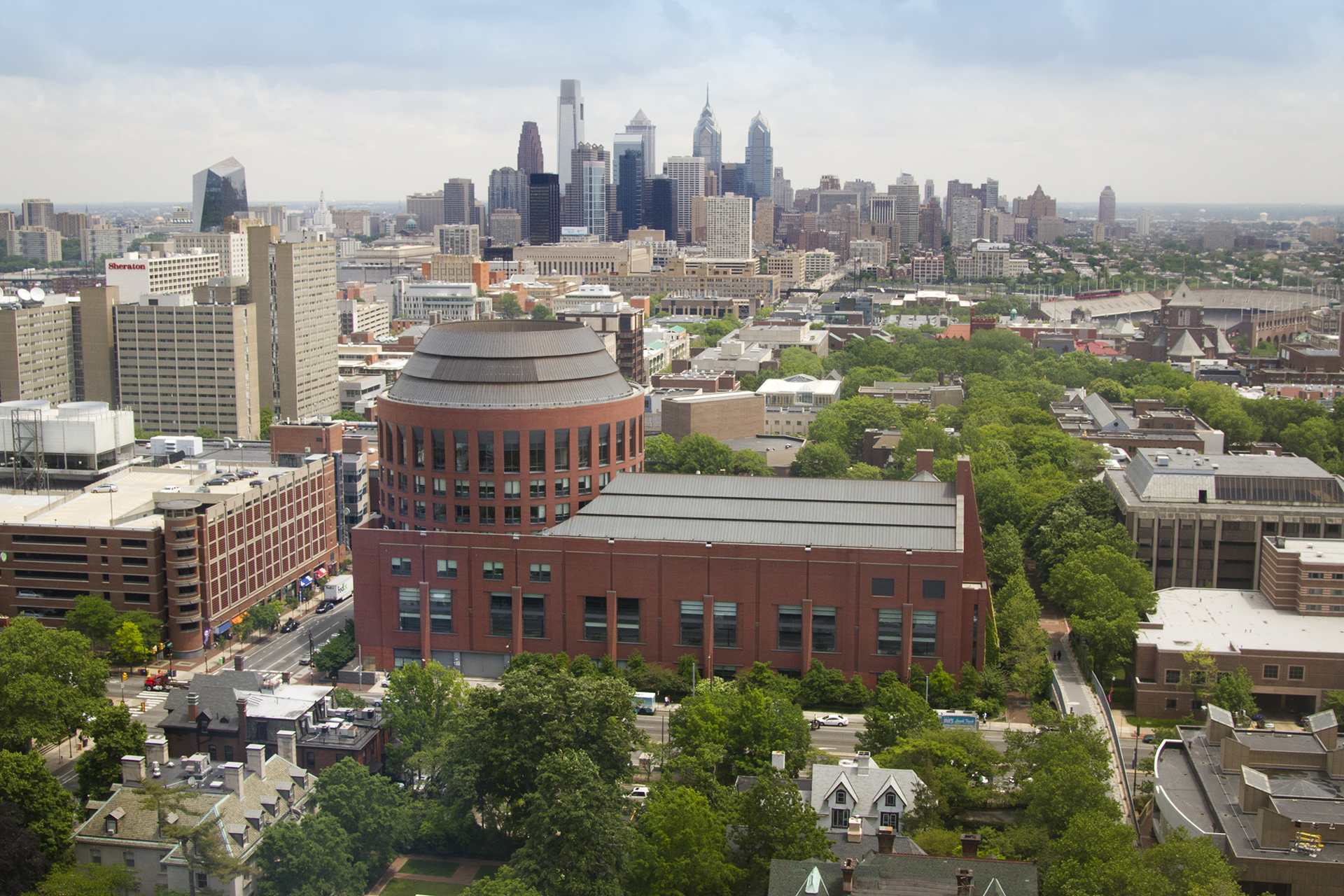
Trường Wharton, Hoa Kỳ, thành lập năm 1881

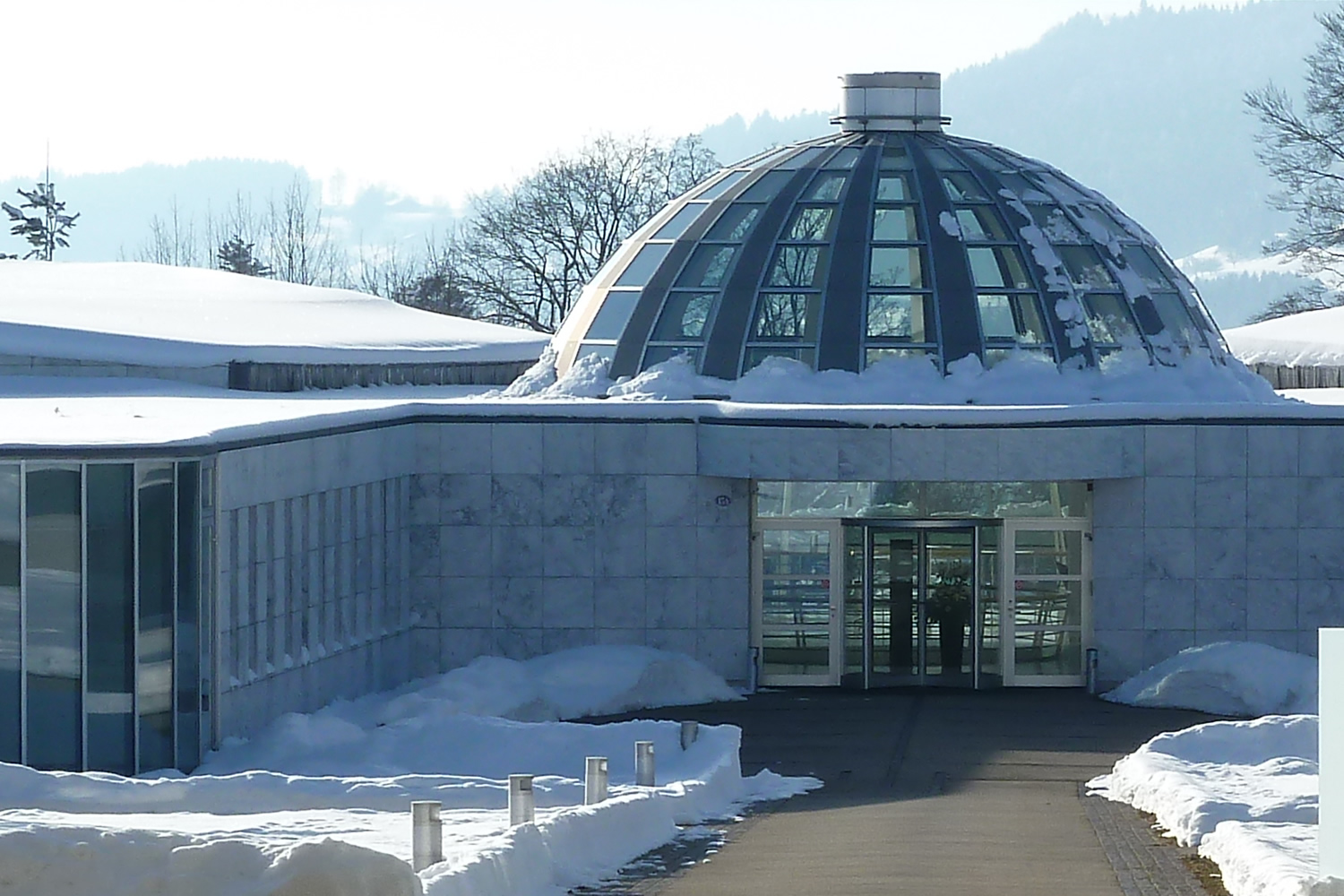
Đại học St. Gallen, Thụy Sĩ, thành lập năm 1898

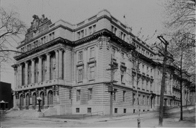
Được thành lập vào năm 1907, HEC Montréal là Trường Quản lý lâu đời nhất ở Canada.

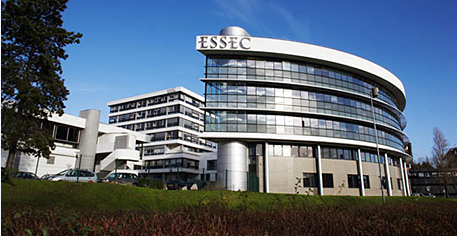
ESSEC tại Pháp và Singapore là trường kinh doanh đầu tiên được AACSB công nhận ngoài Bắc Mỹ vào năm 1997

## Công nhận
Có ba cơ quan kiểm định chính cho các trường kinh doanh tại Hoa Kỳ: ACBSP, AACSB và IACBE. Tại châu Âu, hệ thống chứng nhận ISIS được điều hành bởi EFMD. AMBA công nhận các chương trình MBA và các chương trình kinh doanh sau đại học khác ở 75 quốc gia; tổ chức chị em của nó là Hiệp hội BGA công nhận các trường kinh doanh dựa trên tác động của họ đối với sinh viên, người sử dụng lao động và cộng đồng và xã hội rộng lớn hơn, về mặt đạo đức và thực hành quản lý có trách nhiệm.

## Danh sách
- Danh sách các trường kinh doanh Ivy League
- Danh sách các trường kinh doanh Big Ten
- Danh sách các trường kinh doanh ở Châu Phi
- Danh sách các trường kinh doanh tại Úc
- Danh sách các trường kinh doanh ở châu Á
- Danh sách các trường kinh doanh tại Canada
- Danh sách các trường kinh doanh tại Chile
- Danh sách các trường kinh doanh ở châu Âu
- Danh sách các trường kinh doanh tại Pháp
- Danh sách các trường kinh doanh tại Đức
- Danh sách các trường kinh doanh ở Ấn Độ
- Danh sách các trường kinh doanh tại Nam Phi
- Danh sách các trường kinh doanh tại Thụy Sĩ
- Danh sách các trường kinh doanh tại New Zealand
- Danh sách các trường kinh doanh tại Hoa Kỳ
- Danh sách xếp hạng tốt nghiệp trường kinh doanh Hoa Kỳ